# 須釡泰一
須釜 泰一（すがま やすいち、1959年5月15日 - ）は、2024年現在の玉川村の村長。
1959年5月15日に玉川村に生まれる。福島県立須賀川高等学校を卒業後、福島大学経済学部に通うが中退。福島県総務部政策監、福島県観光物産交流協会常務理事、玉川村副村長などを歴任後、2023年（令和5年）度の村長選挙に立候補して当選し、村長に就任する。